# تری کندی (بازیکن فوتبال)
تری کندی (انگلیسی: Terry Kennedy؛ زادهٔ ۱۴ نوامبر ۱۹۹۳) بازیکن فوتبال اهل بریتانیا است.
از باشگاه‌هایی که در آن بازی کرده‌است می‌توان به باشگاه فوتبال شفیلد یونایتد و باشگاه فوتبال کمبریج یونایتد اشاره کرد.